# Auto Union 1000
Auto Union 1000 — передньопривідний автомобіль сегменту D, який вироблявся німецькою компанією Auto Union AG між 1958 і 1963 роками. Це буде єдина модель, що випускається під брендом Auto Union з 1930 року. Він замінив великий DKW 3=6. Обидва автомобілі були дуже схожі, але нова модель мала двотактний трициліндровий двигун, робочий об’єм якого було збільшено до 981 см3, і розвивав потужність 44 к.с.

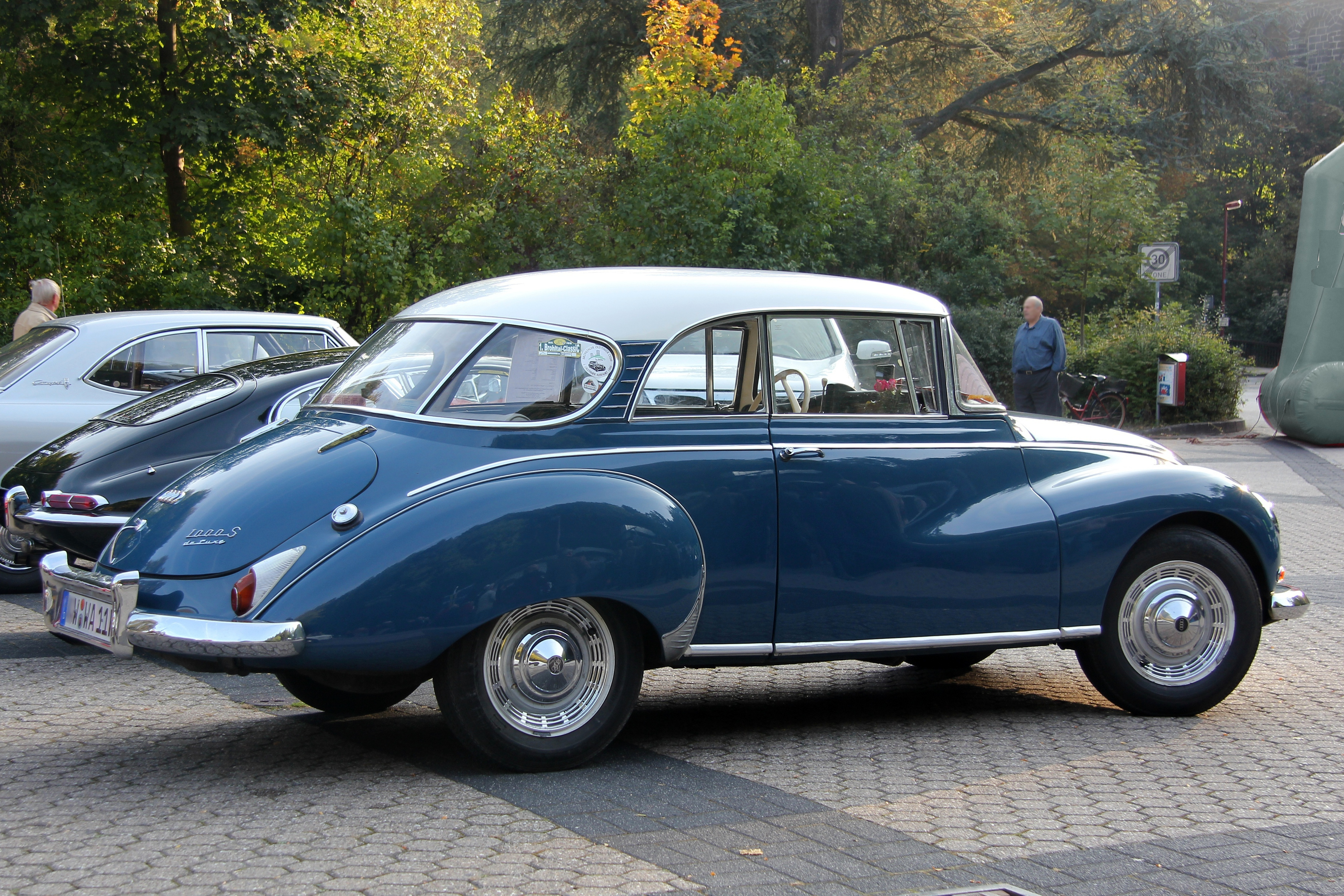
Auto Union 1000 S

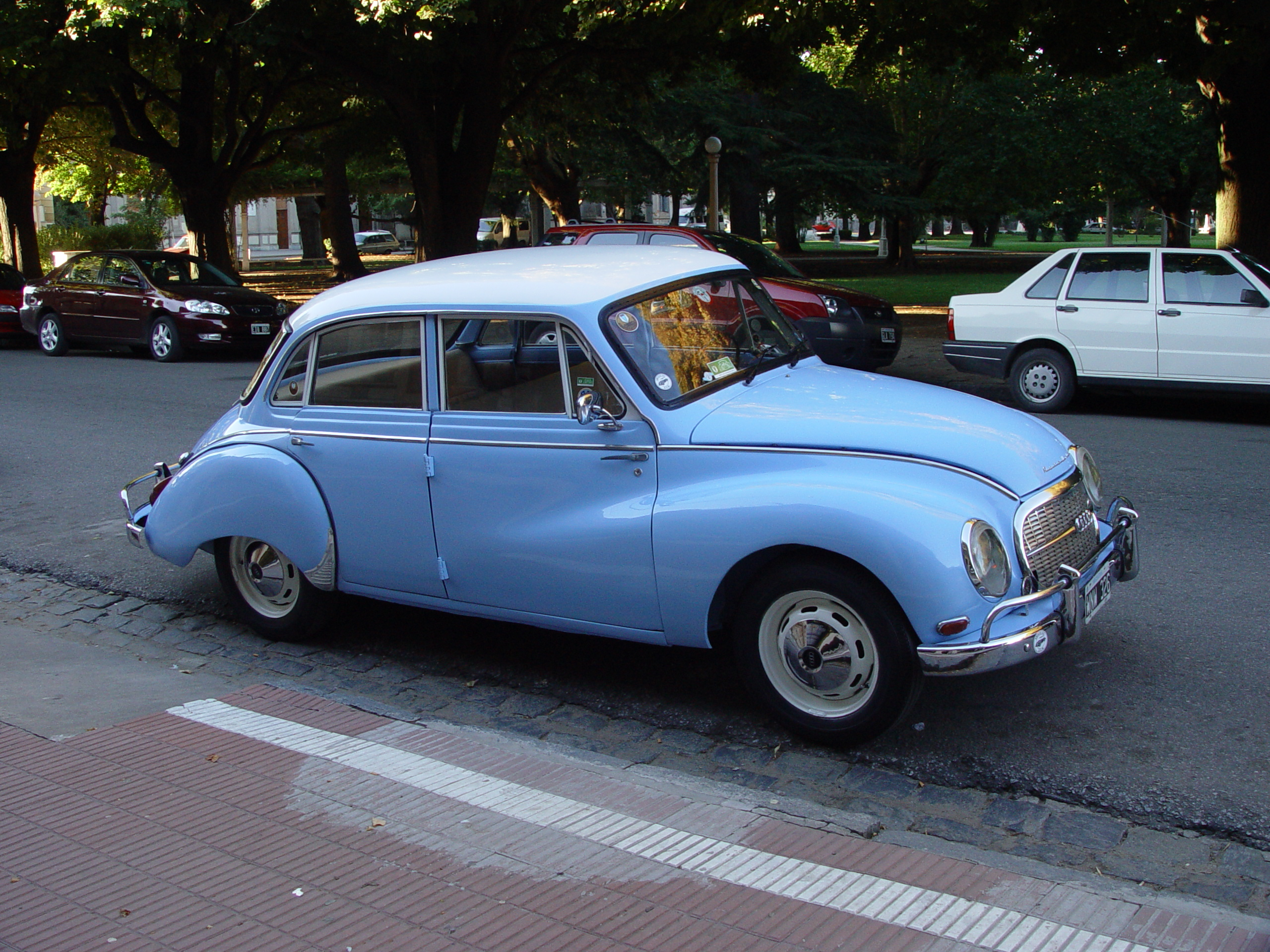
Auto Union 1000

Щоб вважатися вищим класом, назва DKW була тимчасово змінена на Auto Union у 1958 році, у «1000» зберігся старий логотип Auto Union із чотирма кільцями на вентиляційному отворі з написом «Auto Union» угорі замість «DKW» на капоті попередньої моделі.
У 1963 році Auto Union 1000 поступився місцем у Європі DKW F102 із більш сучасним виглядом. Це буде остання модель бренду DKW. DKW була куплена в 1965 році дивною групою, що складається з Volkswagen і Daimler-Benz. Volkswagen негайно представив F102 з 4-циліндровим 4-тактним двигуном, розробленим компанією Daimler-Benz, і назвав його Audi. 2-тактний DKW F102 незабаром був вилучений навесні 1966 року, і Audi стала преміальною маркою Volkswagen.

## Виробницто
- Німеччина: 1957-1963 - 192 314
- Аргентина: 1960-1969 - 32 698
- Бразилія: 1959-1967 - 115 009